# Þorsteinn Ingólfsson
Þorsteinn Ingólfsson (Thorstein, n. 890) fue el primer Allsherjargoði de Islandia que junto a Hrafn Hængsson como primer lagman, encabezaron el Althing (asamblea de hombres libres) en el año 930 hasta aproximadamente el 945, en Kjalarnes. Þorsteinn era hijo de uno de los primeros colonos vikingos de la isla Ingólfur Arnarson.